# Olga Benário Prestes

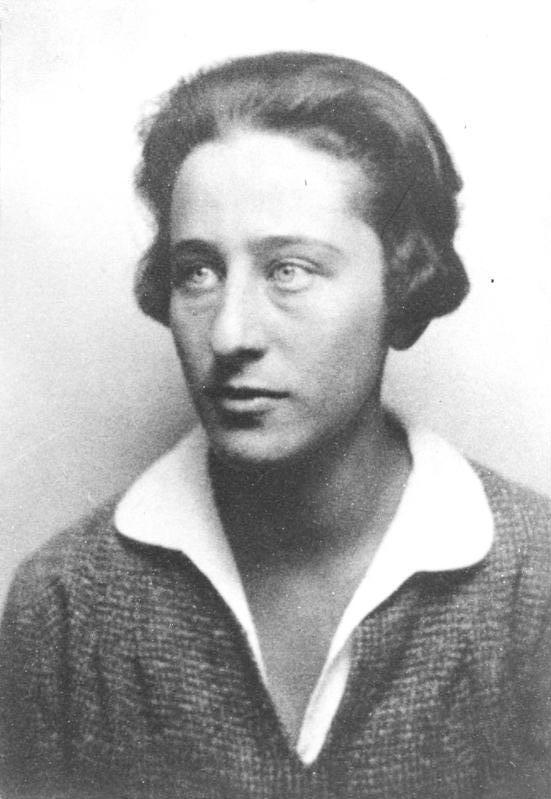
Olga Benário Prestes 1928.

Olga Benário Prestes, född Gutmann Benário 12 februari 1908 i München, död 23 april 1942 i Tötungsanstalt Bernburg, var en tysk kommunist. Vid mitten av 1930-talet var hon verksam i Brasilien, varifrån hon utlämnades till Nazityskland och internerades i koncentrationslägret Ravensbrück.

## Biografi

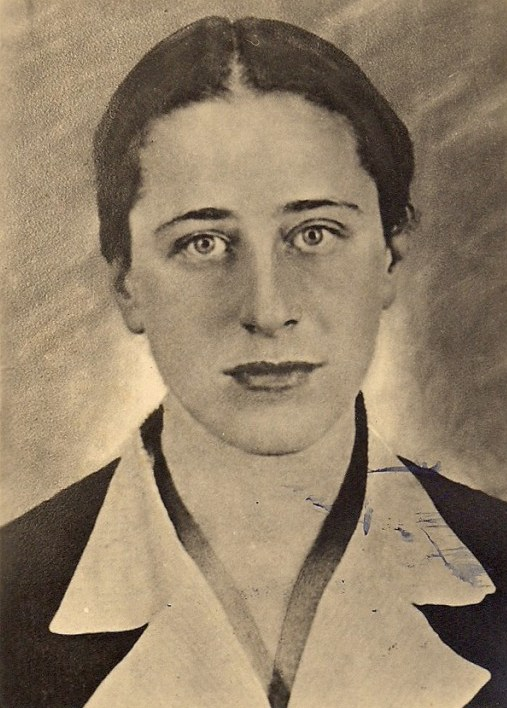
Olga Benário Prestes.

Olga Benário Prestes föddes i en borgerlig judisk familj i München. Fadern var advokat och engagerad socialdemokrat. År 1923 blev hon medlem av Kommunistiska ungdomsinternationalen. Hon gick sedan på Kominterns Leninskola i Moskva och blev instruktör hos ungdomsinternationalen i bland annat Frankrike och England. I början av 1930-talet deltog hon i en kurs på sovjetryska Zhukovsky militärakademi och fick därefter uppdraget att organisera den brasilianske kommunisten Luís Carlos Prestes återresa från Europa till Brasilien. Olga och Carlos skaffade sig falska portugisiska identitetshandlingar, inklusive ett äktenskapsbevis, och åkte till Rio de Janeiro på "bröllopsresa". De anlände till Rio 1935 och hade nu blivit ett par på riktigt; de var förälskade. Efter ett misslyckat kommunistiskt uppror i november 1935 levde de gömda men i början av 1936 upptäcktes de och arresterades.
Brasilianska diplomater som samarbetade med Gestapo lyckades avslöja Olga Benário Prestes rätta identitet och i september 1936 deporterades hon till Nazityskland. Olga som vid denna tid var gravid fördes först till ett fängelse där hon födde sitt barn. Efter internationella påtryckningar överlämnades dottern, Anita Leocádia, drygt ett år senare till sin farmor. Olga internerades 1938 i koncentrationslägret Lichtenburg och överfördes 1939 till Ravensbrück där hon mördades den 23 april 1942 inom dödsprogrammet Aktion 14f13 – hon gasades ihjäl i sanatoriet Bernburgs gaskammare.

## Efterdyningarna
Jorge Amado jämförde i sin biografiska roman "Vida de Luis Carlos Prestes" från 1942 Olga Benario med Ana Ribeiro da Silva, Garibaldis brasilianska hustru, och påpekade att "i Olgas person betalade Europa tillbaka skulden till Latinamerika" (dvs. i hennes fall var det en europeisk revolutionär kvinna som gifte sig med en latinamerikansk revolutionär ledare).
I efterkrigstidens DDR framställdes Olga som en modell för den kvinnliga revolutionären, och författaren Anna Seghers skrev en biografisk skiss om henne till internationella kvinnodagen 1951.
Tillsammans med Jevgenia Klemm, Antonina Nikiforova, Mela Ernst, Rosa Jochmann, Katja Niederkirchner, Rosa Thälmann, Olga Körner, Martha Desrumaux, Minna Villain och Maria Grollmuß var Olga Benário Prestes en av de framstående fångarna i koncentrationslägret Ravensbrück som offentligt hedrades under befrielsefestligheterna i DDR:s nationella minnesmärke Ravensbrück.
Olga Benário var föremål för en opera Entre la Piel y el Alma av G. P. Cribari, som hade premiär i Glasgow på Royal Scottish Academy of Music and Drama den 22 maj 1992.
I DDR publicerade Ruth Werner 1961 en framgångsrik biografisk roman för unga läsare om Olga Benario.
År 2004 släpptes en populär brasiliansk film baserad på Benarios liv, Olga, regisserad av telenovela-regissören Jayme Monjardim, som erbjöd en genomgående avpolitiserad skildring av Olgas liv, centrerad kring hennes kärleksaffär med Prestes, till besvikelse för tyska kritiker som kallade den "kitschreklam".
Även 2004 var hon föremål för en tysk dokumentärfilm (med rekonstruerade scener) regisserad av Rainer Werner Fassbinders tidigare assistent Galip Iyitanir, Olga Benário - Ein Leben für die Revolution.

## Film
- Olga (2004), brasiliansk spelfilm av Jayme Monjardim. IMDb
- Olga Benario: Ein Leben für die Revolution (2004), tysk dramadokumentär av Galip Iyitanir IMDb